# Rinodina trachytica
Rinodina trachytica är en lavart som först beskrevs av A. Massal., och fick sitt nu gällande namn av Bagl. & Carestia. Rinodina trachytica ingår i släktet Rinodina och familjen Physciaceae.   Inga underarter finns listade i Catalogue of Life.